# Maison au 13, rue de Colmar à Neuf-Brisach
La maison au 13, rue de Colmar est un monument historique situé sur la commune de Neuf-Brisach, dans le département français du Haut-Rhin.

## Localisation
Ce bâtiment est situé au 13, rue de Colmar à Neuf-Brisach.

## Historique
L'édifice fait l'objet d'une inscription au titre des monuments historiques depuis 1932.